# Ayu jezik
Ayu jezik (aya; ISO 639-3: ayu), benue-kongoanski jezik uže skupine plateau, podskupine ayu, kojim govori 800 ljudi (2003 SIL) na području nigerijske države Kaduna.
Ayu se govori u selima Kongon, Gwade, Tayu, Arau, Diger, Ikwa, Agamati, Anka Ambel, i Amantu. Mnogi se služe i jezikom hausa [hau].

## Vanjske poveznice
- Ethnologue (14th)
- Ethnologue (15th)